# Anna Okopińska
Anna Ewelina Okopińska (ur. 31 października 1948 w Gdańsku) – polska taterniczka, alpinistka i himalaistka, fizyk, profesor nauk fizycznych.

## Wykształcenie i praca naukowa
W 1971 ukończyła studia na Wydziale Fizyki Uniwersytetu Warszawskiego, poświęcając pracę magisterską teorii cząstek elementarnych. W 1976 rozpoczęła studia doktoranckie na Wydziale Fizyki uczelni macierzystej. W 1981 doktoryzowała się w Instytucie Badań Jądrowych w oparciu o pracę pt. Model rozpraszania mezonów na barionach z wymianą ładunku. Stopień naukowy doktora habilitowanego uzyskała w 1993 na Wydziale Fizyki Uniwersytetu Warszawskiego na podstawie rozprawy zatytułowanej Rozwinięcie optymalizowane w teorii pól kwantowych. Tytuł profesora nauk fizycznych otrzymała 18 października 2012.
W 1982 podjęła pracę w białostockiej filii Uniwersytetu Warszawskiego. W 1998 została zatrudniona w Instytucie Fizyki na Wydziale Matematyczno-Przyrodniczym Wyższej Szkoły Pedagogicznej w Kielcach, przekształconej następnie w Akademię Świętokrzyską i Uniwersytet Jana Kochanowskiego. Specjalizuje się w kwantowej teorii pola. Opublikowała ponad 30 artykułów w czasopismach z listy filadelfijskiej.

## Wspinaczka
Pierwszy raz wspinała się w 1966. W Tatrach przeszła wiele trudnych dróg, w tym Hokejkę na zachodniej ścianie Łomnicy (4 września 1969, z Andrzejem Mierzejewskim) i drogę przez Vodopad na północnej ścianie Małego Kieżmarskiego Szczytu (4–5 stycznia 1974, z Andrzejem Czokiem i Mirosławem Krawczykiem). 15–23 sierpnia 1970 z Danutą Szelenbaum-Cielecką dokonała pierwszego kobiecego przejścia grani Tatr Wysokich.
W latach 70. wspinała się także w górach wyższych. W Kaukazie razem ze Zbigniewem Laskowskim, Andrzejem Skłodowskim i Aleksandrem Warmem wytyczyła nową drogę południowym filarem Piku Giermogieniowa (6–7 lipca 1976), zaś dokładnie rok później przeszła północną ścianę Ułłu Tau Czana przez Deskę w zespole kobiecym z Haliną Krüger-Syrokomską i Dobrosławą Miodowicz-Wolf (7 lipca 1977). Jej największe osiągnięcia w Alpach to przejście drogi Kuffnera na Mont Maudit (25 sierpnia 1976, z Krüger-Syrokomską i Alison Chadwick-Onyszkiewicz), a także Ostroga Brenvy na Mont Blanc (4 lipca 1981, z Krüger-Syrokomską).
W górach wysokich ma na koncie wiele istotnych osiągnięć. W Pamirze weszła w 1972 na Szczyt Korżeniewskiej (7105 m n.p.m., pierwsze polskie wejście kobiece) oraz na Szczyt Komunizmu (dzisiejszy Szczyt Ismaila Samaniego, 7495 m), ustanawiając polski kobiecy rekord wysokości. W 1974 brała udział w zimowej wyprawie na Lhotse, gdzie dotarła do wysokości 7100 m. Rok później uczestniczyła w kobiecej wyprawie na Gaszerbrumy, kierowanej przez Wandę Rutkiewicz. 12 sierpnia 1975 wraz z Haliną Krüger-Syrokomską zdobyła wierzchołek Gaszerbruma II (8034 m) trasą pierwszych zdobywców z Austrii. Było to piąte wejście na ten szczyt, kobiecy rekord wysokości w Polsce i Europie, a także pierwsze zdobycie ośmiotysięcznika przez samodzielny zespół kobiecy. W roku 1978 była na wyprawie na Makalu (osiągnęła wysokość 7100 m), zaś w 1982 na kobiecej wyprawie na K2, gdzie również dotarła na przełęcz Makalu La 7400 m oraz zdobyła pobliską przełęcz Skyang La (6233 m).
Działała w Klubie Wysokogórskim w Warszawie jako członek komisji sportowej (1976–79) oraz komisji rewizyjnej (1979–82). Została odznaczona złotym i srebrnym medalem „Za Wybitne Osiągnięcia Sportowe” oraz nagrodą ministra spraw zagranicznych za rozsławianie imienia Polski na świecie (1975, wraz z koleżankami z wyprawy na Gaszerbrumy). Członkini honorowa Polskiego Związku Alpinizmu.
W 2021 odznaczona Srebrnym Krzyżem Zasługi.